# Liga LEB Oro 2009-10
La liga LEB Oro 2009/10 supuso la decimocuarta edición de la Liga Española de Baloncesto. Constó de un total de 612 partidos de temporada regular (34 para cada uno de los 18 clubes inscritos), iniciándose en septiembre de 2010 y finalizando en junio de 2010.
El campeón de la liga regular, el Basket CAI Zaragoza obtuvo como premio una plaza para disputar la liga ACB 2010/11. 
Los clubes que finalizaron la temporada entre la segunda y la novena posición disputaron un play-off cuyo vencedor resultó ser el ViveMenorca que obtuvo así otra plaza para disputar la liga ACB de la siguiente temporada.
En esta temporada se aumentó la distancia de la línea de tres que pasó de 6,25 metros a 6,75 metros y la zona pasó de tener forma trapezoidal a tener forma rectangular.

## Equipos por comunidades autónomas
| Comunidad autónoma | N.º | Equipos                                                     |
| ------------------ | --- | ----------------------------------------------------------- |
| Cataluña           | 3   | CB Cornellá, Girona y Tarragona 2017                        |
| Castilla y León    | 3   | Ford Burgos, Palencia Baloncesto y Baloncesto León.         |
| Galicia            | 3   | CB Breogán, Ciudad de Vigo Básquet y Aguas da Souza Ourense |
| Canarias           | 3   | Ciudad de La Laguna Canarias , UB La Palma y Tenerife Rural |
| Islas Baleares     | 2   | Menorca Bàsquet y Logitravel Mallorca                       |
| Andalucía          | 1   | Clínicas Rincón                                             |
| Melilla            | 1   | Club Melilla Baloncesto                                     |
| Extremadura        | 1   | Cáceres Creativa                                            |
| Aragón             | 1   | CAI Zaragoza                                                |

## Temporada regular
| Pos | Equipos                      | J  | G  | P  | PF   | PC   |
| --- | ---------------------------- | -- | -- | -- | ---- | ---- |
| 1   | Basket CAI Zaragoza          | 34 | 27 | 7  | 2737 | 2466 |
| 2   | Melilla Baloncesto           | 34 | 25 | 9  | 2631 | 2372 |
| 3   | ViveMenorca                  | 34 | 21 | 13 | 2672 | 2485 |
| 4   | Ciudad de La Laguna Canarias | 34 | 21 | 13 | 2827 | 2576 |
| 5   | Ford Burgos                  | 34 | 21 | 13 | 2648 | 2519 |
| 6   | Cáceres 2016                 | 34 | 20 | 14 | 2525 | 2516 |
| 7   | Baloncesto León              | 34 | 19 | 15 | 2533 | 2527 |
| 8   | Leche Río Breogán            | 34 | 19 | 15 | 2693 | 2669 |
| 9   | Sant Josep Girona            | 34 | 17 | 17 | 2575 | 2554 |
| 10  | UB La Palma                  | 34 | 16 | 18 | 2558 | 2641 |
| 11  | Tenerife Rural               | 34 | 16 | 18 | 2558 | 2641 |
| 12  | Bàsquet Mallorca             | 34 | 16 | 18 | 2900 | 2944 |
| 13  | Palencia Baloncesto          | 34 | 14 | 20 | 2459 | 2578 |
| 14  | Clínicas Rincón              | 34 | 13 | 21 | 2425 | 2619 |
| 15  | Aguas e Sousas Ourense       | 34 | 13 | 21 | 2382 | 2568 |
| 16  | Servindustria Tarragona 2017 | 34 | 12 | 22 | 2500 | 2647 |
| 17  | CB Cornellà                  | 34 | 10 | 24 | 2490 | 2663 |
| 18  | Kics Ciudad de Vigo          | 34 | 6  | 28 | 2332 | 2529 |

## Play-offs de ascenso a la liga ACB
|  | Cuartos | Cuartos             | Cuartos |                     |   | Semifinales        | Semifinales | Semifinales |  |   | Final       | Final | Final |  |
|  |         |                     |         |                     |   |                    |             |             |  |   |             |       |       |  |
|  |         |                     |         |                     |   |                    |             |             |  |   |             |       |       |  |
|  | 2       | Melilla Baloncesto  | 3       |                     |   |                    |             |             |  |   |             |       |       |  |
|  | 2       | Melilla Baloncesto  | 3       |                     |   |                    |             |             |  |   |             |       |       |  |
|  | 9       | Sant Josep Girona   | 2       |                     |   |                    |             |             |  |   |             |       |       |  |
|  | 9       | Sant Josep Girona   | 2       |                     | 2 | Melilla Baloncesto | 1           |             |  |   |             |       |       |  |
|  |         |                     |         |                     | 2 | Melilla Baloncesto | 1           |             |  |   |             |       |       |  |
|  |         |                     | 5       | Ford Burgos         | 3 |                    |             |             |  |   |             |       |       |  |
|  | 5       | Ford Burgos         | 5       | Ford Burgos         | 3 | 3                  |             |             |  |   |             |       |       |  |
|  | 5       | Ford Burgos         |         |                     |   |                    |             |             |  |   |             |       |       |  |
|  | 6       | Cáceres 2016        | 1       |                     |   |                    |             |             |  |   |             |       |       |  |
|  | 6       | Cáceres 2016        | 1       |                     |   |                    |             |             |  | 5 | Ford Burgos | 2     |       |  |
|  |         |                     |         |                     |   |                    |             |             |  | 5 | Ford Burgos | 2     |       |  |
|  |         |                     | 3       | ViveMenorca         | 3 |                    |             |             |  |   |             |       |       |  |
|  | 3       | ViveMenorca         | 3       | ViveMenorca         | 3 | 3                  |             |             |  |   |             |       |       |  |
|  | 3       | ViveMenorca         |         |                     |   |                    |             |             |  |   |             |       |       |  |
|  | 8       | Leche Río Breogán   | 1       |                     |   |                    |             |             |  |   |             |       |       |  |
|  | 8       | Leche Río Breogán   | 1       |                     | 3 | ViveMenorca        | 3           |             |  |   |             |       |       |  |
|  |         |                     |         |                     | 3 | ViveMenorca        | 3           |             |  |   |             |       |       |  |
|  |         |                     | 4       | Ciudad de La Laguna | 2 |                    |             |             |  |   |             |       |       |  |
|  | 4       | Ciudad de La Laguna | 4       | Ciudad de La Laguna | 2 | 3                  |             |             |  |   |             |       |       |  |
|  | 4       | Ciudad de La Laguna |         |                     |   |                    |             |             |  |   |             |       |       |  |
|  | 7       | Baloncesto León     | 0       |                     |   |                    |             |             |  |   |             |       |       |  |
|  | 7       | Baloncesto León     | 0       |                     |   |                    |             |             |  |   |             |       |       |  |
|  |         |                     |         |                     |   |                    |             |             |  |   |             |       |       |  |

## Play-out de descenso a la LEB Plata
- Servindustria Tarragona 2017 3 -1 CB Cornellà

El CB Cornellà perdió la categoría y descendió a la LEB Plata, pero debido a problemas financieros finalmente el club partiría la temporada 2010/11 en la liga EBA.

## Líderes en estadísticas individuales en la temporada regular

### Puntos
| Pos | Nombre          | Equipo                       | Partidos | Puntos | PPP  |
| --- | --------------- | ---------------------------- | -------- | ------ | ---- |
| 1   | Darren Phillip  | CAI Zaragoza                 | 34       | 617    | 18.1 |
| 2   | Jakim Donaldson | Ciudad de La Laguna Canarias | 34       | 593    | 17.4 |
| 3   | Joan Riera      | Bàsquet Mallorca             | 32       | 552    | 17.3 |
| 4   | Zach Morley     | Ford Burgos                  | 34       | 584    | 17.2 |
| 5   | Ricardo Guillén | Ciudad de La Laguna Canarias | 34       | 591    | 15.9 |

### Rebounds
| Pos | Nombre             | Equipo                       | Partidos | Rebotes | RPP  |
| --- | ------------------ | ---------------------------- | -------- | ------- | ---- |
| 1   | Jakim Donaldson    | Ciudad de La Laguna Canarias | 34       | 376     | 11.1 |
| 2   | Ondřej Starosta    | Melilla Baloncesto           | 34       | 312     | 9.2  |
| 3   | Nedžad Sinanović   | Clínicas Rincón              | 31       | 282     | 9.1  |
| 4   | Augusto César Lima | Clínicas Rincón              | 20       | 165     | 8.3  |
| 5   | Oliver Arteaga     | Palencia Baloncesto          | 34       | 280     | 8.2  |

### Asistencias
| Pos | Nombre           | Equipo                       | Partidos | Asistencias | APP |
| --- | ---------------- | ---------------------------- | -------- | ----------- | --- |
| 1   | Diego Ciorciari  | ViveMenorca                  | 30       | 146         | 4.9 |
| 2   | Javier Mendiburu | Servindustria Tarragona 2017 | 22       | 97          | 4.4 |
| 3   | Carlos Cherry    | Cáceres 2016                 | 17       | 73          | 4.3 |
| 4   | Raúl Mena        | UB La Palma                  | 34       | 140         | 4.1 |
| 5   | Jorge Jiménez    | Melilla Baloncesto           | 34       | 120         | 3.5 |

### Valoración
| Pos | Nombre          | Equipo                       | Partidos | Valoración | VPP  |
| --- | --------------- | ---------------------------- | -------- | ---------- | ---- |
| 1   | Jakim Donaldson | Ciudad de La Laguna Canarias | 34       | 969        | 28.5 |
| 2   | Darren Phillip  | CAI Zaragoza                 | 34       | 705        | 20.7 |
| 3   | Oliver Arteaga  | Palencia Baloncesto          | 34       | 652        | 19.2 |
| 4   | Ricardo Guillén | Ciudad de La Laguna Canarias | 34       | 651        | 19.1 |
| 4   | Zach Morley     | Ford Burgos                  | 34       | 651        | 19.1 |

### MVP de la semana

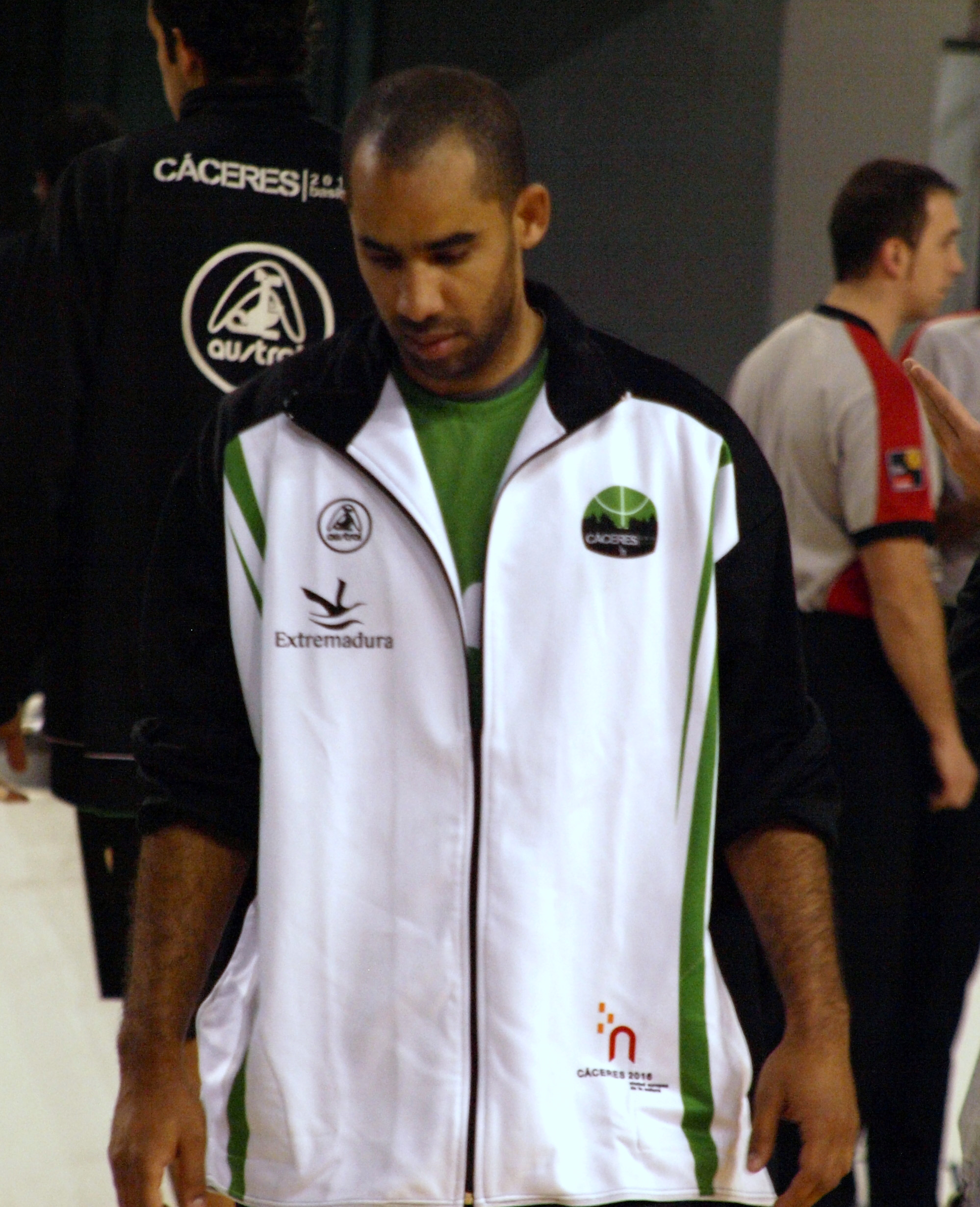
Carlos Cherry, del Cáceres 2016 fue designado MVP de las jornada 20 y 22.

| Jornada | Nombre                                      | Equipo                                                   | Partidos |
| ------- | ------------------------------------------- | -------------------------------------------------------- | -------- |
| 1       | Cuthbert Victor Ricardo Guillén Rick Hughes | ViveMenorca Ciudad de La Laguna Canarias Baloncesto León | 29       |
| 2       | Cuthbert Victor Diego Sánchez               | ViveMenorca                                              | 27       |
| 3       | Rick Hughes                                 | Baloncesto León                                          | 28       |
| 4       | Álex Urtasun                                | Baloncesto León                                          | 31       |
| 5       | Darren Phillip                              | CAI Zaragoza                                             | 37       |
| 6       | Levi Rost                                   | Ciudad de La Laguna Canarias                             | 35       |
| 7       | David Padgett                               | UB La Palma                                              | 41       |
| 8       | Jakim Donaldson                             | Ciudad de La Laguna Canarias                             | 39       |
| 9       | Darren Phillip                              | CAI Zaragoza                                             | 57       |
| 10      | Jakim Donaldson                             | Ciudad de La Laguna Canarias                             | 35       |
| 11      | Drew Naymick                                | Cáceres 2016                                             | 35       |
| 12      | Jakim Donaldson                             | Ciudad de La Laguna Canarias                             | 40       |
| 13      | Zach Morley                                 | Ford Burgos                                              | 42       |
| 14      | Jakim Donaldson                             | Ciudad de La Laguna Canarias                             | 43       |
| 15      | Nedžad Sinanović                            | Clínicas Rincón                                          | 41       |
| 16      | Ricardo Guillén                             | Ciudad de La Laguna Canarias                             | 35       |
| 17      | Nedžad Sinanović                            | Clínicas Rincón                                          | 36       |
| 18      | Ryan Humphrey                               | Baloncesto León                                          | 41       |
| 19      | Lou Roe                                     | Tenerife Rural                                           | 31       |
| 20      | Carlos Cherry                               | Cáceres 2016                                             | 38       |
| 21      | Joan Riera                                  | Bàsquet Mallorca                                         | 31       |
| 22      | Carlos Cherry                               | Cáceres 2016                                             | 37       |
| 23      | Gustavo Ayón                                | Tenerife Rural                                           | 42       |
| 24      | Jakim Donaldson                             | Ciudad de La Laguna Canarias                             | 39       |
| 25      | Oliver Arteaga                              | Palencia Baloncesto                                      | 39       |
| 26      | Ryan Humphrey                               | Baloncesto León                                          | 46       |
| 27      | Jason Robinson                              | Melilla Baloncesto                                       | 34       |
| 28      | Jakim Donaldson                             | Ciudad de La Laguna Canarias                             | 35       |
| 29      | Jakim Donaldson                             | Ciudad de La Laguna Canarias                             | 36       |
| 30      | Jakim Donaldson Nedžad Sinanović            | Ciudad de La Laguna Canarias Clínicas Rincón             | 36       |
| 31      | Jakim Donaldson                             | Ciudad de La Laguna Canarias                             | 40       |
| 32      | Eric Coleman Patrick Pope                   | Leche Río Breogán Kics Ciudad de Vigo                    | 33       |
| 33      | Bruno Fiorotto                              | Tenerife Rural                                           | 31       |
| 34      | Jakim Donaldson                             | Ciudad de La Laguna Canarias                             | 42       |